# Nave Apolo

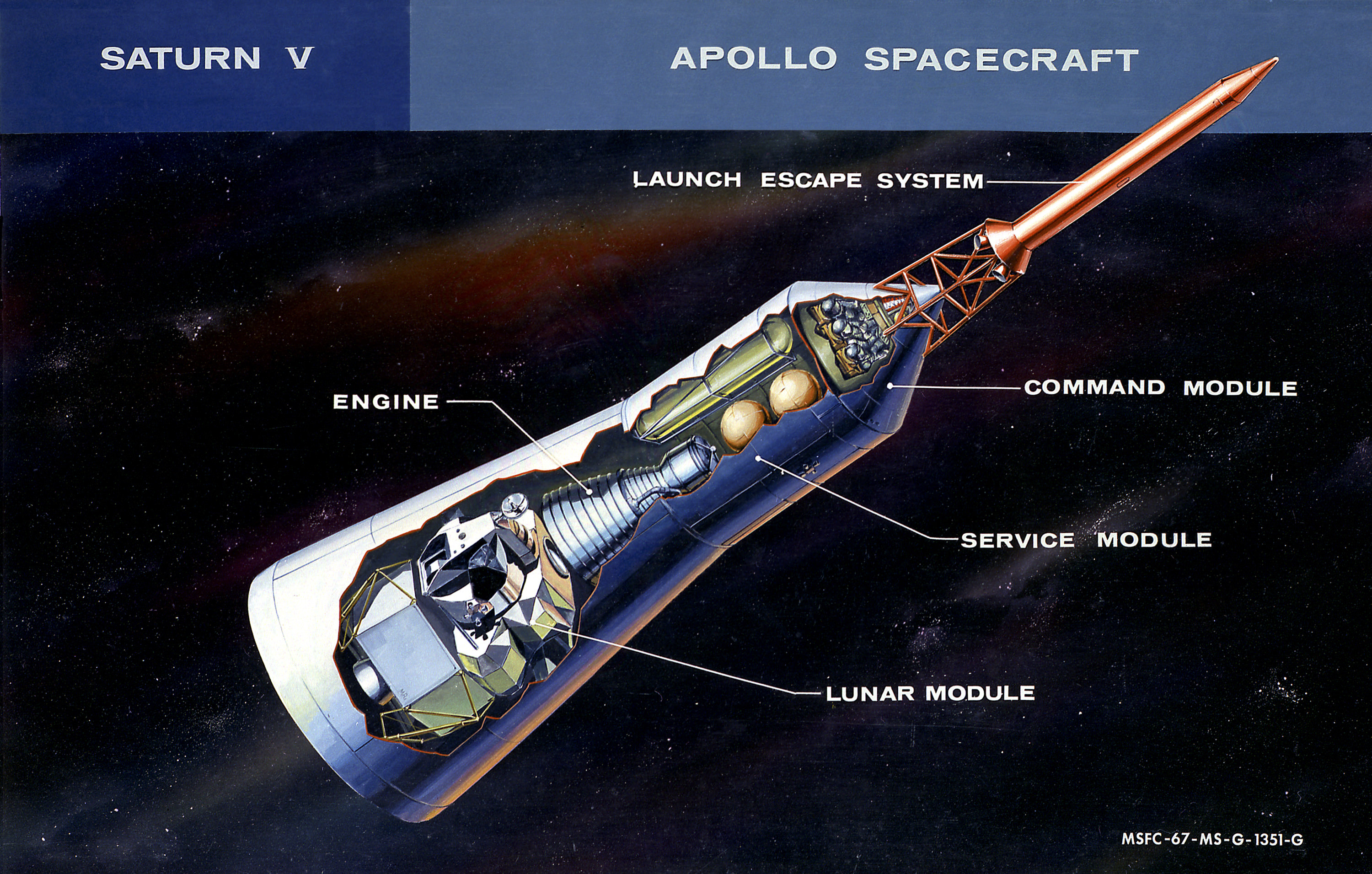
Conjunto completo de la nave espacial Apolo: sistema de escape de lanzamiento, módulo de mando, módulo de servicio, módulo lunar y adaptador nave espacial-LM.

La nave Apolo fue diseñada como parte del programa Apolo, por los Estados Unidos a comienzos de la década de 1960 para enviar un hombre a la Luna antes de 1970 y traerlo de regreso sano y salvo a la Tierra. Esta meta fue dispuesta por el Presidente Kennedy tras el primer vuelo del programa espacial Mercury.

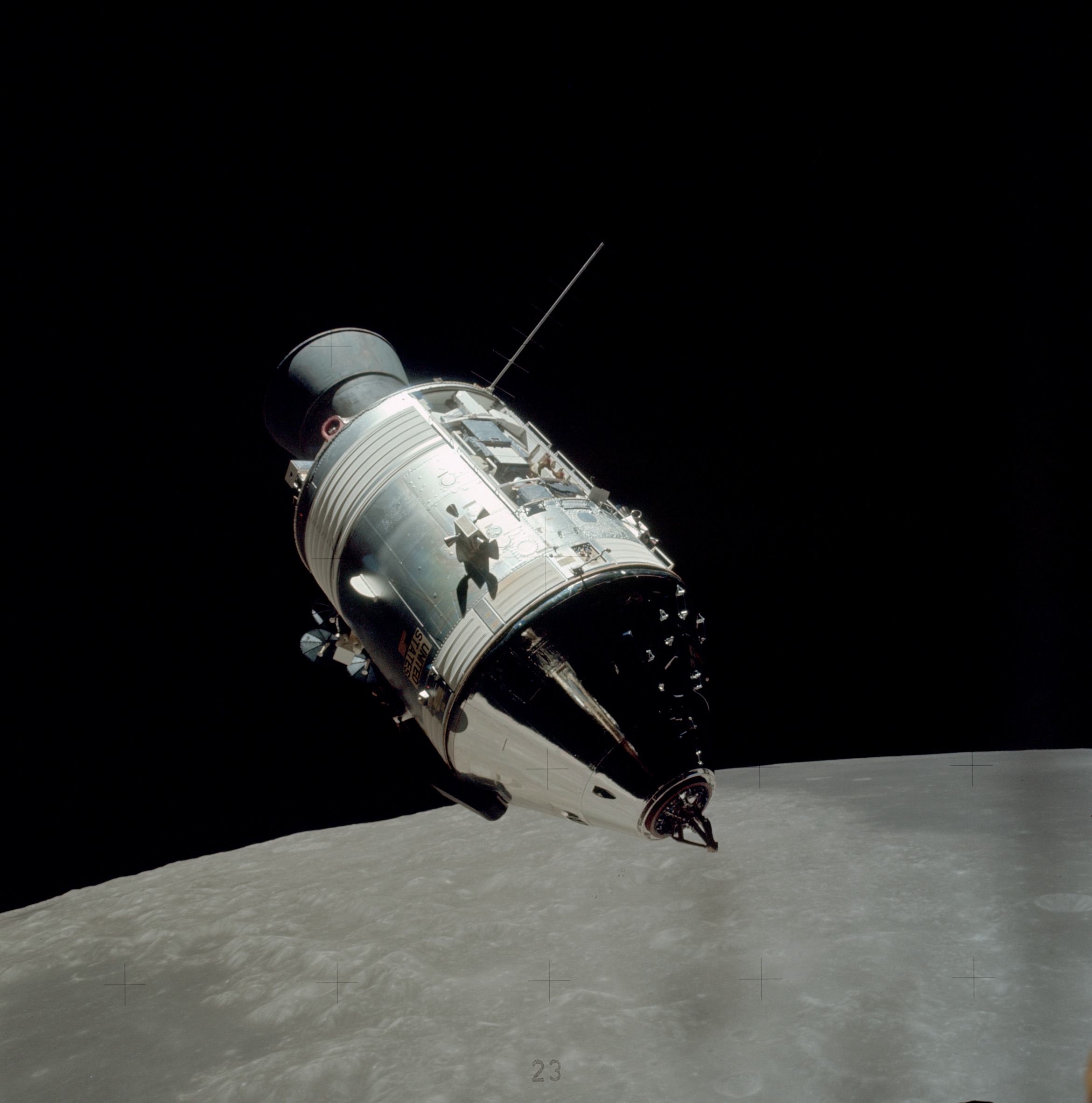
El CSM del Apolo 17 visto en órbita lunar desde la etapa de ascenso del módulo lunar.

La nave espacial estaría constituida de varias unidades o etapas que trabajarían juntas para realizar la misión de alunizar y retornar con seguridad a la Tierra. Los componentes principales de la nave eran: el sistema de escape de emergencia (LES), el módulo de mando (CM), el módulo de servicio (SM), el módulo lunar (LM) y el adaptador del módulo lunar (SLA). Estas etapas permanecían juntas encima del vehículo de lanzamiento.
El principio que se usaría en la misión consistía en el encuentro en órbita lunar: un cohete lanzaría a la nave espacial hacia la Luna donde orbitaría. Una porción menor de la nave tomaría tierra en la Luna y luego volvería a la órbita. Luego, el resto de la nave volvería a la Tierra.
Los vehículos de lanzamiento utilizados fueron: Little Joe II, Saturno I, Saturno IB y Saturno V, realizando vuelos espaciales tripulados entre 1968 y 1975.

## Sistema de escape de emergencia (LES)
El propósito del sistema de escape de emergencia del Apolo era mantener lejos al módulo de mando, que contenía la cabina de la tripulación, del vehículo de lanzamiento en caso de abortar la misión. La emergencia podría ser un incendio, la explosión del cohete o que este se saliera de la trayectoria.
El sistema de escape funcionaría automáticamente (o mediante activación manual) para disparar el cohete de combustible sólido y abrir un sistema estabilizador para alejar el módulo de mando, y fuera de la trayectoria, del cohete malogrado. Luego, el sistema de escape de emergencia sería desechado y el módulo de mando aterrizaría gracias a su sistema de paracaídas.
Si la emergencia sucediera en la plataforma de lanzamiento, el sistema de escape elevaría al módulo de mando a una altura suficiente para permitir que los paracaídas se desplegaran correctamente antes de llegar al suelo.

### Especificaciones

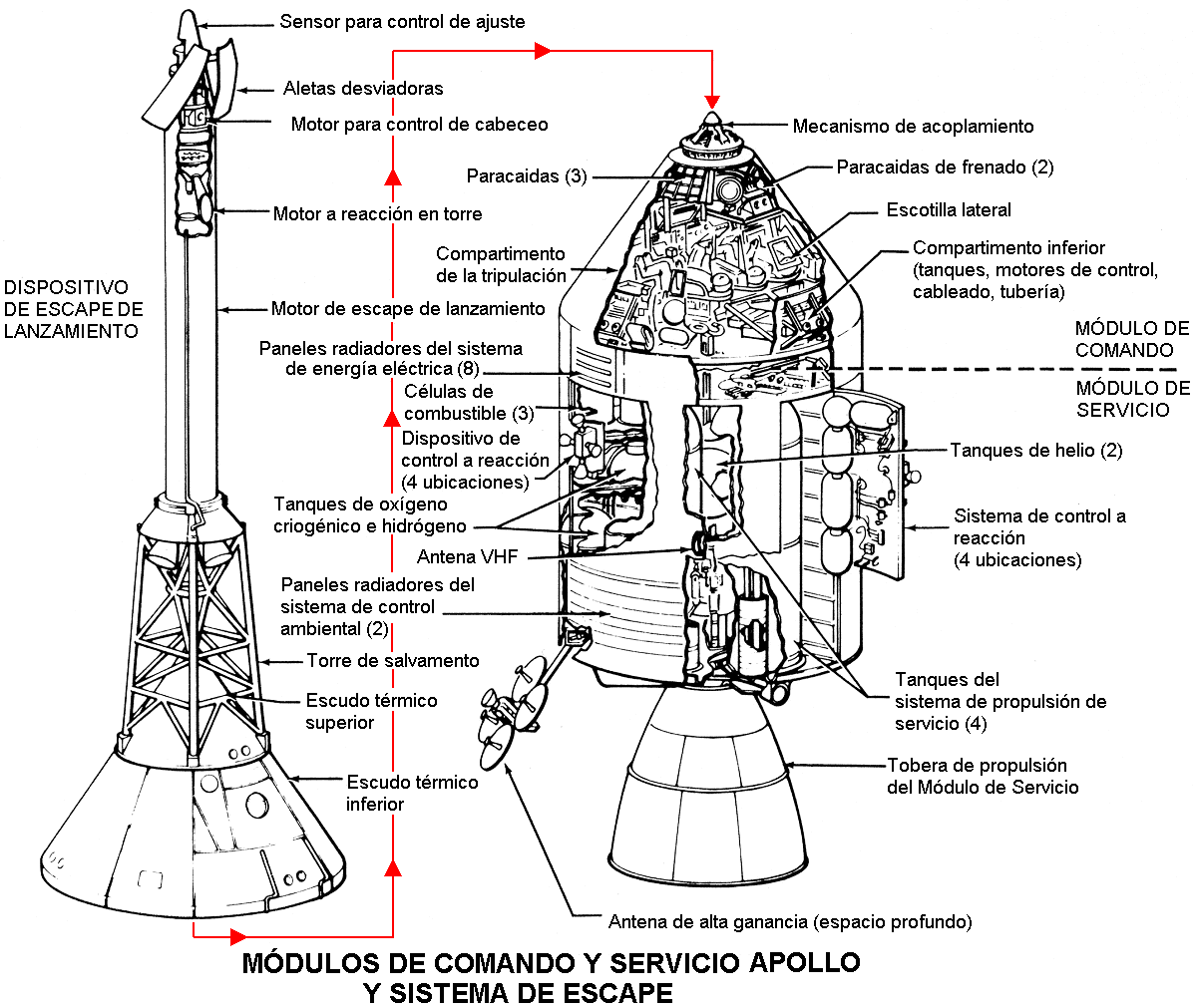
Esquema del LES y el módulo de mando y servicio.

- Longitud total: 10,2 m
- Diámetro: 0,66 m
- Peso total: 4170 kg
- Empuje: 689 kN

## Módulo de mando (CM)

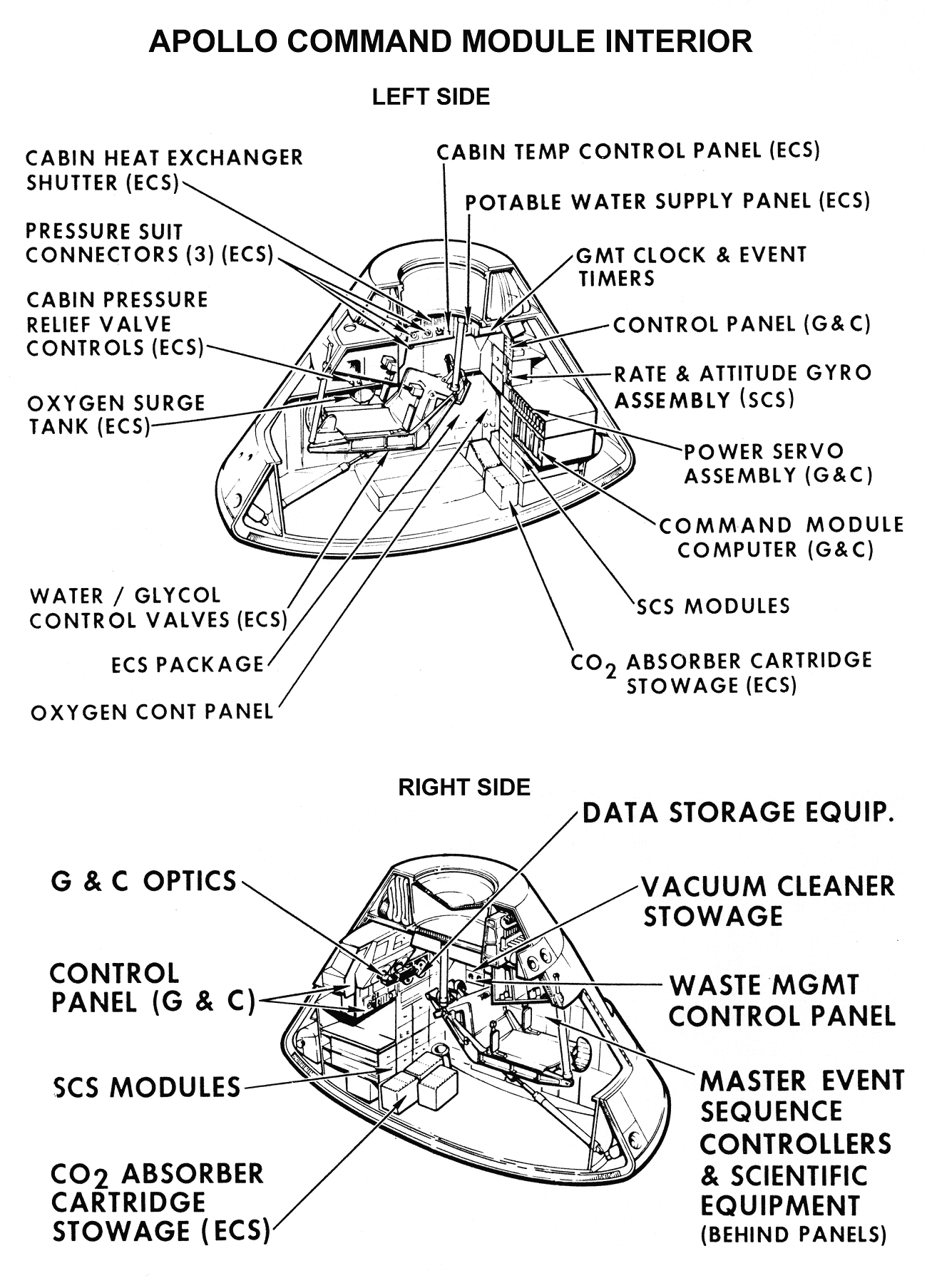
Interior del módulo de mando de la nave Apolo

El módulo de mando, también llamado módulo de comando, era el centro de control de la nave Apolo y la zona de alojamiento para la tripulación. Contenía la cabina principal presurizada, los asientos de los astronautas, el equipo instrumental y de control, los sistemas ópticos y electrónicos de dirección, el sistema de comunicación, el sistema de control del ambiente, las baterías, el escudo resistente al calor, una escotilla lateral de entrada, la escotilla superior para comunicarse con el módulo lunar, cinco ventanas y el sistema de paracaídas.

## Módulo de servicio (SM)
El módulo de servicio era la parte de la nave que no estaba presurizada y contenía el combustible, baterías, la antena de alta ganancia, radiadores, agua, oxígeno, hidrógeno, el sistema de control a reacción y el sistema de propulsión para entrar y dejar la órbita lunar. En las misiones Apolo 15, Apolo 16 y Apolo 17 también llevaba un conjunto de instrumentos científicos para el estudio del satélite.
El propelente y el motor principal ocupaba la mayor porción del módulo de servicio, que permitía, además de la entrada y salida de órbita lunar, pequeños reajustes de la trayectoria. El módulo de servicio continuaba unido al módulo de mando —y se le denominaba módulo de mando y servicio (CSM)— durante toda la misión. Era desechado poco antes de la reentrada en la atmósfera terrestre.

## Módulo lunar (LM)
El módulo lunar era el encargado en alunizar y volver a órbita lunar. Se componía de dos partes principales, el módulo de descenso y el módulo de ascenso. Estaba diseñado específicamente para el vuelo espacial. Suministraba el soporte vital a dos astronautas para un total de cuatro o cinco días. Fue diseñada y construida por Grumman Aircraft Company.
El módulo de descenso contenía el equipo de aterrizaje, la antena de radar, el motor de descenso y su combustible. También tenía varios compartimientos de carga para llevar, entre otras cosas, el Paquetes de experimentos Apolo en la superficie lunar (ALSEP, en inglés), el carro de mano para el equipo (Apolo 14), el rover o vehículo lunar (Apolo 15, 16 y 17), cámara de televisión, herramientas y cajas para las muestras lunares.
El módulo de ascenso tenía la cabina de tripulación, los paneles de instrumentos, una escotilla para conectar con el módulo de mando, los sistemas de control denominados PGNCS, antenas de comunicación y radar, el cohete y el combustible para retornar a la órbita lunar y realizar la maniobra de encuentro con el módulo de mando y servicio, CSM.

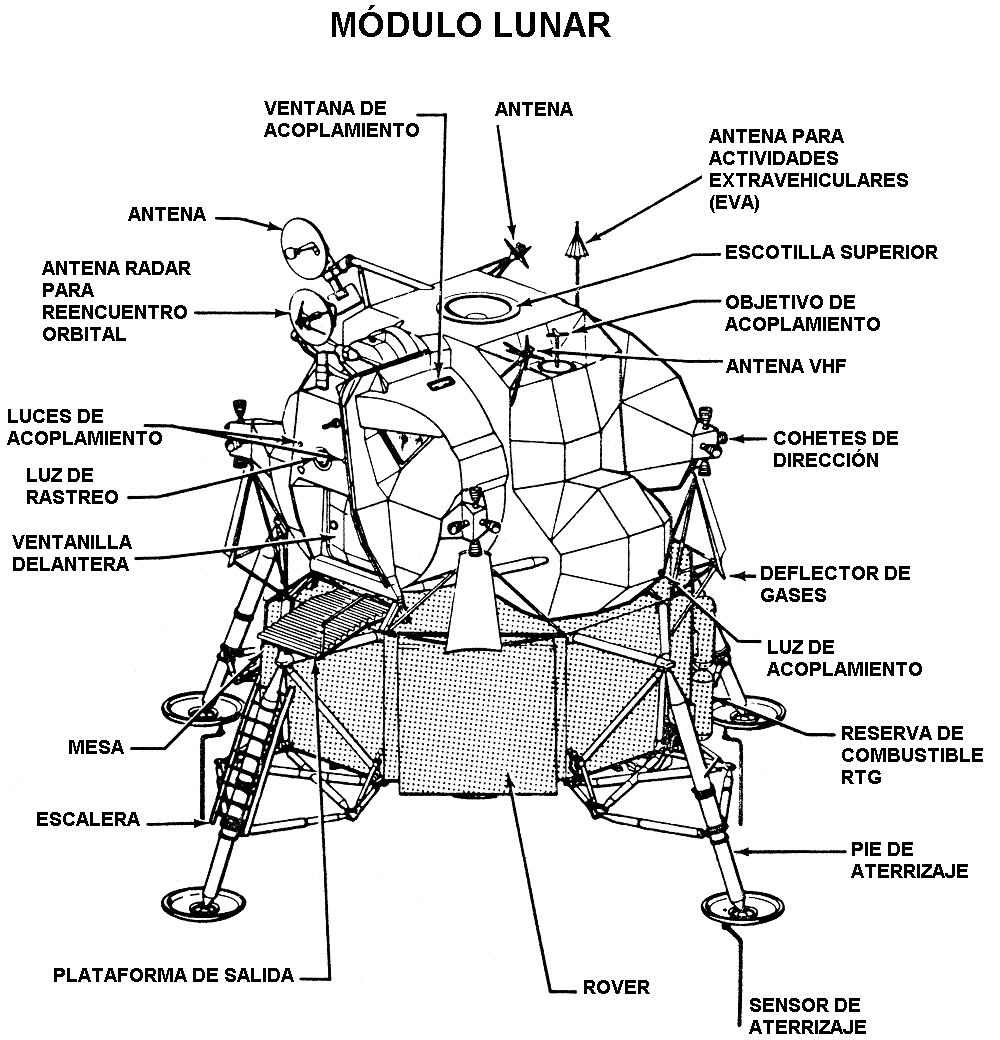
Esquema del módulo lunar.

## Adaptador del módulo lunar (SLA)
El adaptador del módulo lunar era una estructura de aluminio en forma de cono que unía el módulo de servicio con la fase S-IVB del Saturno V. Además, protegía al módulo lunar durante el lanzamiento y el ascenso a través de la atmósfera. Estaba formado por cuatro paneles que se abrían de forma similar a los pétalos de una flor.
Una vez en el espacio, el módulo de mando y servicio (CSM) se separaba del SLA. Luego, los cuatro paneles se separaban, descubriendo y permitiendo el acceso al módulo lunar. El CSM giraba 180° y se acoplaba con el módulo lunar, tirando de él para liberarlo de la S-IVB del cohete funcional.

### Especificaciones
- Altura: 8,5 m
- Base mayor (final del S-IVB): 6,6 m
- Base menor (módulo de servicio): 3,9 m
- Peso: 1837 kg
- Volumen: 2042 m³ (utilizables, 1524 m³)